# Ramowa konwencja Narodów Zjednoczonych w sprawie zmian klimatu

Ramowa konwencja Narodów Zjednoczonych w sprawie zmian klimatu (ang.: United Nations Framework Convention on Climate Change – UNFCCC lub FCCC) – umowa międzynarodowa określająca założenia międzynarodowej współpracy dotyczącej ograniczenia emisji gazów cieplarnianych odpowiedzialnych za zjawisko globalnego ocieplenia. Konwencja podpisana została podczas Konferencji Narodów Zjednoczonych na temat Środowiska i Rozwoju popularnie zwanej Szczytem Ziemi w 1992 w Rio de Janeiro.
Początkowo konwencja nie zawierała jakichkolwiek wiążących nakazów dotyczących ograniczenia emisji gazów cieplarnianych. Z czasem ustanowiono odpowiednie protokoły wprowadzające limity emisji. Najważniejszym jest protokół z Kioto z 1997 r., obecnie znany bardziej niż sama konwencja.
FCCC została podpisana 9 maja 1992, weszła w życie 21 marca 1994.
Spisana w językach autentycznych angielskim, arabskim, chińskim, francuskim, hiszpańskim i rosyjskim (art. 26), depozytariuszem jest Sekretarz Generalny ONZ (art. 19). Zastrzeżenia są zabronione (art. 24), do rozstrzygania sporów właściwy jest Międzynarodowy Trybunał Sprawiedliwości, chyba że strony rozwiążą spór w inny sposób (art. 14). Stronami jest 197 państw

## Konferencje Stron (Conferences of the Parties)
Konferencja Stron jest najwyższym organem konwencji, uprawnionym do dokonywania przeglądów realizacji postanowień UNFCCC i związanych z konwencją instrumentów prawnych. Sesje zwyczajne Konferencji Stron zwoływane są co roku, na dwa tygodnie, w listopadzie bądź grudniu. 

### 1997 – COP 3, Protokół z Kioto, Kioto, Japonia
Protokół z Kioto to uzupełnienie Ramowej konwencji Narodów Zjednoczonych w sprawie zmian klimatu i jednocześnie międzynarodowe porozumienie dotyczące globalnego ocieplenia. Został wynegocjowany na konferencji w Kioto w grudniu 1997. Traktat wszedł w życie 16 lutego 2005 roku, trzy miesiące po ratyfikowaniu go przez Rosję 18 listopada 2004.

### 2005 – COP 11/MOP 1,Montreal, Kanada
COP 11 była także pierwszym spotkaniem stron Protokołu z Kioto (Meeting of the Parties – MOP 1) od czasu jego przyjęcia w 1997.

### 2007 – COP 13/MOP 3,Bali, Indonezja
Kraje zgodziły się na przygotowanie dokumentu, który będzie podstawą dyskusji w Kopenhadze w 2009 i zastąpi protokół z Kioto po roku 2012.

### 2008 – COP 14/MOP 4,Poznań, Polska
Konferencja COP-14 odbyła się w Poznaniu w dniach 1–12 grudnia 2008. Konferencja poprzedzała spotkanie w Kopenhadze w 2009 roku, na którym ma nastąpić podpisanie kolejnego protokołu dotyczącego adaptacji, zapobiegania, technologii i finansowania zmian klimatycznych. Na konferencję w Poznaniu przygotowano szereg propozycji dokumentów proponujących różne rozwiązania, jakie mają być rozważane w Kopenhadze. Dokumenty te były negocjowane w Poznaniu i mają być przygotowane ostatecznie w 2009 na konferencję w Kopenhadze. Istotnym tematem spotkania było poszukiwanie dodatkowych źródeł finansowania, sposobu organizacji adaptacji i zapobiegania zmianom klimatycznym oraz określenie w jaki sposób zobowiązać kraje do realizacji protokołu. Spotkanie w Poznaniu odbywało się podczas recesji gospodarczej w 2008 r., ale też w okresie zwiększonego zainteresowania odnawialnymi źródłami energii. Spotkanie odbywało się po opublikowaniu Czwartego Raportu IPCC w 2007 roku, w którym zawarto naukowe wnioski dotyczące fizycznych przyczyn zmian klimatu.
Konferencja w Poznaniu miała miejsce w sytuacji, w której w okresie od 1990-2006 emisja gazów cieplarnianych zmniejszyła się o 5%, głównie ze względu na recesję w krajach Europy Wschodniej w latach 1990. Mimo to od 2000 roku emisja gazów cieplarnianych w 41 najbardziej uprzemysłowionych krajach na świecie wzrosła o około 2,3%. Emisja w krajach, które ratyfikowały protokół z Kioto, wzrastała w tym okresie podobnie.

### 2009 – COP-15/MOP 5, Kopenhaga, Dania
Szczyt w Kopenhadze zakończył się fiaskiem. Nie przyjęto żadnych prawnie wiążących zobowiązań do ograniczenia emisji dwutlenku węgla, jednak podpisano niewiążącą Ugodę z Kopenhagi.

### 2012 – COP 18/MOP 8,Doha, Katar
Podczas szczytu w Doha przyjęto poprawkę do Protokołu z Kioto zawierającą zobowiązania do redukcji emisji przez część państw Załącznika I do Konwencji na lata 2013-2020.

### 2017 – COP 23 Fiji,Bonn[7]
Szczyt pod prezydencją Republiki Fidżi przy wsparciu rządu Niemiec.

### 2025 – COP 30,Belém do Pará
W maju bądź czerwcu każdego roku odbywają się dodatkowo dwutygodniowe posiedzenia Ciał Pomocniczych Konwencji Klimatycznej: Ciała Pomocniczego ds. Wdrożeń (SBI - Subsidiary Body on Implementation) oraz Ciała Pomocniczego ds. Doradztwa Naukowego i Technologicznego (SBSTA - Subsidiary Body on Scietific and Technological Advice). Wyjątkiem były lata 2020 (gdy z powodu pandemii sesja została odwołana) oraz 2021 (gdy odbyła się zdalnie, ale trwała trzy tygodnie).

## Sekretariat UNFCCC
Realizację postanowień konwencji koordynuje Sekretariat UNFCCC, którego siedziba mieści się w Bonn.
Sekretarze wykonawczy UNFCCC od momentu powołania Sekretariatu:
- Michael Zammit Cutajar (1995-2002) – reprezentant Malty[13]
- Joke Waller-Hunter (2002-2005) – reprezentant Holandii[14]
- Yvo de Boer (2006-2010) – reprezentant Holandii[15]
- Christiana Figueres (2010-2016) – reprezentantka Kostaryki[16]
- Patricia Espinosa Cantellano (2016-2022)[17] – reprezentantka Meksyku
- Simon Stiell (od 2022) – reprezentant Grenady[18]